# Alumu-Tesu
Das Alumu-Tesu ist eine platoide Sprache von der Niger-Kongo-Sprachfamilie, welche von etwa 7.000 Einwohnern des Bundesstaates Nassarawa in Nigeria gesprochen wird.
Der Name der Sprache leitet sich von den zwei Dialekten ab, die sie hat, namentlich Alumu (auch bekannt als Arum) und Tesu, welche sich lediglich in ihrer Intonation unterscheiden. Alumu ist zumeist der bevorzugte Standarddialekt. Die Sprache bildet mit weiteren Sprachen die Plateau-Sprachen innerhalb der platoiden Sprachen.